# Bolbitis subcordata
Bolbitis subcordata là một loài thực vật có mạch trong họ Lomariopsidaceae. Loài này được (Copel.) Ching mô tả khoa học đầu tiên năm 1934.